# 图卢阿
图卢阿是哥伦比亚考卡山谷省中部的一座城市，人口约22万。

## 气候
图卢阿的纬度在赤道北三度左右，气候十分炎热。炎热的夏季常伴随着热带风暴。当地的平均气温在28℃，夜晚相对凉爽。气温变化幅度较大也是当地的蔬菜水果种类较多的原因之一。

## 犯罪
图卢阿存在较为严重的犯罪问题。根据媒体记者的报道，在2010到2011年期间，当地发生过几起大规模枪杀，枪手使用自动步枪向人群胡乱开火。凶杀出现的原因可能是两大贩毒集团争抢当地市场所致。